# Ириондо, Рафаэль
Рафаэль Ириондо Ауртенетчия (исп. Rafael Iriondo Aurtenetxea; 24 октября 1918, Герника, Бискайя — 24 февраля 2016), более известный как Рафа Ириондо — испанский футболист, играл на позиции нападающего, и тренер.  Он был одним из ключевых игроков легендарной команды "Атлетик Бильбао" 40-х и 50-х годов, завоевав множество титулов. После завершения карьеры игрока, успешно тренировал различные испанские клубы.

## Достижения
| Медаль | Достижение        | Год     |
| ------ | ----------------- | ------- |
| 1      | Чемпионат Испании | 1942/43 |
| 1      | Чемпионат Испании | 1944/45 |
| 1      | Чемпионат Испании | 1955/56 |
| 1      | Кубок Испании     | 1943    |
| 1      | Кубок Испании     | 1944    |
| 1      | Кубок Испании     | 1945    |
| 1      | Кубок Испании     | 1950    |
| 1      | Кубок Испании     | 1955    |

## Статистика выступлений
| Клуб              | Сезон     | Лига                            | Матчи | Голы  |
| ----------------- | --------- | ------------------------------- | ----- | ----- |
| Атлетико (Тетуан) | 1939-1940 | ?                               | ?     | ?     |
| Атлетик Бильбао   | 1940-1941 | Примера Дивизион                | 12    | 4     |
| Атлетик Бильбао   | 1941-1942 | Примера Дивизион                | 25    | 15    |
| Атлетик Бильбао   | 1942-1943 | Примера Дивизион                | 25    | 10    |
| Атлетик Бильбао   | 1943-1944 | Примера Дивизион                | 26    | 12    |
| Атлетик Бильбао   | 1944-1945 | Примера Дивизион                | 26    | 7     |
| Атлетик Бильбао   | 1945-1946 | Примера Дивизион                | 23    | 7     |
| Атлетик Бильбао   | 1946-1947 | Примера Дивизион                | 22    | 8     |
| Атлетик Бильбао   | 1947-1948 | Примера Дивизион                | 18    | 2     |
| Атлетик Бильбао   | 1948-1949 | Примера Дивизион                | 16    | 5     |
| Атлетик Бильбао   | 1949-1950 | Примера Дивизион                | 15    | 4     |
| Атлетик Бильбао   | 1950-1951 | Примера Дивизион                | 19    | 4     |
| Атлетик Бильбао   | 1951-1952 | Примера Дивизион                | 13    | 5     |
| Атлетик Бильбао   | 1952-1953 | Примера Дивизион                | 18    | 1     |
| Баракальдо        | 1953      | ?                               | ?     | ?     |
| Реал Сосьедад     | 1953-1954 | Примера Дивизион                | 15    | 6     |
| Реал Сосьедад     | 1954-1955 | Примера Дивизион                | 13    | 1     |
| Сборная Испании   | 1946-1947 | Товарищеские матчи, отбор на ЧМ | 2     | 1     |
| Итого             |           |                                 | ≈ 411 | ≈ 107 |

## Биография
Баск по национальности. Является легендой клуба из Басконии. Ириондо является одним из 5 членов, так называемого, «второго исторического фронта» (segunda delantera histórica) наряду с Венансио, Сарра, Панисо и Гаинса. Практически всю футбольную карьеру провёл в клубе из Бильбао, где он сыграл в общей сложности 323 матча (258 в лиге и 65 в кубках), при этом забив 115 голов (84 в лиге и в кубках 31).
В сезоне 1953/54 перешёл в клуб второго испанского дивизиона из города Баракальдо, но в середине сезона он вступил в «Реал Сосьедад». С командой из Сан-Себастьяна сыграл 25 игр в первом испанском дивизионе, и забил 7 голов.
В начале 1955 года Рафаэль Ирионда завершил карьеру игрока.
В качестве тренера в 1969 году выиграл с «Атлетико» из Бильбао кубок Испании, а в 1977 повторил свой успех, но уже с клубом «Реал Бетис».